# فرودگاه گندیا
فرودگاه گندیا (به انگلیسی: Gondia Airport) یک فرودگاه همگانی است که یک باند فرود سنگفرش دارد و طول باند آن ۲۲۹۰ متر است. این فرودگاه در کشور هند قرار دارد و در ارتفاع ۳۱۱ متری از سطح دریا واقع شده‌است.